# Crittografia visuale
La crittografia visuale è una tecnica crittografica che permette di codificare informazioni visuali in modo tale che la decodifica può essere effettuata dal sistema visivo umano, senza l'ausilio di computer.
La crittografia visuale è stata introdotta da Moni Naor e Adi Shamir nel 1994. Hanno dimostrato che è possibile dividere un'immagine in n parti in modo che solo una persona con tutte le n parti può ricostruire quest'immagine, ma qualsiasi gruppo di n-1 parti non rivela nessuna informazione sull'immagine originale.

## Esempio

Una dimostrazione di crittografia visuale

In questo esempio, il logo di Wikipedia suddiviso in due parti.
Ogni pixel bianco nel logo originale è sostituito con due piccoli blocchi con metà dei pixel bianchi e metà neri. Quando questi due blocchi si sovrappongono, allineandoli esattamente, il risultato è un blocco di colore chiaro (con metà dei pixel bianchi e metà neri).
Ogni pixel nero nel logo originale è sostituito due piccoli blocchi complementari. Quando questi due blocchi si sovrappongono, il risultato è un blocco completamente nero.
Se ogni pixel dell'immagine originale viene suddiviso in modo casuale in due parti come sopra descritto, le parti sono correlate tra loro (in modo che, se combinati, rivelano l'immagine originale). Eppure, quando ogni parte viene considerata da sola (quando non si conoscono le altre parti), è soltanto un gruppo casuale di blocchi.